# Jaroslav Bešťák
Jaroslav Bešťák (14. října 1910 – 30. srpna 2000) byl český fotbalista, levý obránce.

## Fotbalová kariéra
S fotbalem začínal v Nýřanech. Do Plzně přestoupil v roce 1930. V československé lize hrál za SK Viktoria Plzeň a ČKD Plzeň. Nastoupil ve 263 ligových utkáních a dal 2 góly. Finalista Českého poháru 1943 a 1944.
V roce 1935 nastoupil v dresu Viktorie Plzeň v obou zápasech Středoevropského poháru proti Juventusu Turín (16. června v Plzni 3:3, odveta 23. června v Turíně 1:5).

## Ligová bilance
| Ročník                                     | Zápasy | Góly | Klub              |
| ------------------------------------------ | ------ | ---- | ----------------- |
| 1. asociační liga 1931/32                  | -      | 0    | SK Viktoria Plzeň |
| 1. asociační liga 1932/33                  | -      | 1    | SK Viktoria Plzeň |
| 1. asociační liga 1933/34                  | -      | 0    | SK Viktoria Plzeň |
| Státní liga 1934/35                        | -      | 0    | SK Viktoria Plzeň |
| Státní liga 1935/36                        | 24     | 0    | SK Viktoria Plzeň |
| Státní liga 1936/37                        | -      | 0    | SK Viktoria Plzeň |
| Státní liga 1937/38                        | 21     | 0    | SK Viktoria Plzeň |
| Národní liga 1939/40                       | -      | 1    | SK Viktoria Plzeň |
| Národní liga 1940/41                       | -      | 0    | SK Viktoria Plzeň |
| Národní liga 1941/42                       | -      | 0    | SK Viktoria Plzeň |
| Národní liga 1943/44                       | -      | 0    | SK Viktoria Plzeň |
| Státní liga 1945/46                        | -      | 0    | SK Viktoria Plzeň |
| Státní liga 1946/47                        | -      | 0    | SK Viktoria Plzeň |
| Státní liga 1947/48                        | -      | 0    | SK Viktoria Plzeň |
| Celostátní československé mistrovství 1950 | 12     | 0    | ČSD Plzeň         |
| CELKEM                                     | 263    | 2    |                   |